# Olga Adabache
Olga Adabache (Petrogrado, Rusia, 3 de mayo de 1918) fue una bailarina de ballet francesa nacida en Rusia.

## Biografía
Estudió ballet en París con la Maestra Blanche D’Alessandri. Formó parte de una pequeña compañía dirigida por Serge Lifar, con esta compañía de ballet realizó giras por Europa.
En 1947 ingresó al Nuevo Ballet de Monte Carlo y desde 1952 y hasta 1962 el Grand Ballet del Marquis de Cuevas.
Entre los roles más importantes que interpretó, que además fueron creados para ella, están: Salomé de Serge Lifar en 1946, Arcane de Maurice Bejart y Antinous de Victor Gsovsky en 1953.